# Endoxyla nephocosma
Endoxyla nephocosma is een vlinder uit de familie van de Houtboorders (Cossidae). De wetenschappelijke naam van deze soort is voor het eerst voorgesteld als Xyleutes nephocosma door Alfred Jefferis Turner in een publicatie uit 1902.
De soort komt voor in Australië (Queensland, Noord-Australië).